# Diplostephium schultzii
Diplostephium schultzii là một loài thực vật có hoa trong họ Cúc. Loài này được Wedd. mô tả khoa học đầu tiên.